# Nicolaus Adam Strungk
Nicolaus Adam Strungk (ochrzczony 15 listopada 1640 w Brunszwiku, zm. 23 września 1700 w Dreźnie) – niemiecki kompozytor, skrzypek i organista okresu baroku.

## Życiorys
Był synem organisty Delphina Strungka. Muzyki uczył się od ojca, w wieku 12 lat został jego asystentem w brunszwickim kościele św. Magnusa. Gry na skrzypcach uczył się w Lubece u Nathanaela Schnittelbacha. Studiował na uniwersytecie w Helmstedt. Działał jako skrzypek na dworach w Wolfenbüttel, Celle, Brunszwiku i Hanowerze. W latach 1661–1662 gościł w Wiedniu, gdzie występował przed cesarzem Leopoldem I. W latach 1679–1682 pełnił funkcję dyrektora muzyki miejskiej i kościelnej w Hanowerze. Od 1682 do 1686 roku był nadwornym kompozytorem i organistą księcia hanowerskiego Ernesta Augusta. W latach 1685–1686 odbył podróż do Włoch, gdzie spotkał Arcangelo Corellego.  W 1688 roku objął, jako następca Carlo Pallavicino, posadę wicekapelmistrza i organisty na dworze w Dreźnie, w 1692 roku został mianowany nadwornym kapelmistrzem. W 1693 roku na polecenie księcia elektora Jana Jerzego IV zorganizował operę w Lipsku. W 1697 roku został zwolniony z posady na dworze saskim i popadł w kłopoty finansowe.
Opublikował podręcznik Musikalische Übung auf der Violin oder Viola da Gamba in etlichen Sonaten über die Festesänge, ingleichen etlichen Ciaconen mit 2 Violinen bestehend (1691).

## Twórczość
Wraz z Johannem Wolfgangiem Franckiem i Johannem Theilem należał do prekursorów niemieckiej opery. Jego dzieła sceniczne, utrzymane w konwencji singspielu, oparte zostały na przekładach librett włoskich i francuskich, pod względem muzycznym łączą elementy włoskie takie jak koloratura i koncertujące ritornele z typowo niemiecką techniką wariacyjną i pieśniowym charakterem melodyki. Pisał także utwory instrumentalne na zespoły instrumentów smyczkowych i basso continuo oraz protestancką muzykę liturgiczną do tekstów w języku niemieckim i łacińskim. Zastosował jako pierwszy w historii muzyki talerze orkiestrowe w operze Esther.

## Opery
(na podstawie materiałów źródłowych)
- Der glückselig steigende Sejanus (wyst. Hamburg 1678)
- Der unglückselig fallende Sejanus (wyst. Hamburg 1678)
- Die liebreiche, durch Tugend und Schönheit erhöhte Esther (wyst. Hamburg 1680)
- Doris, oder Der königliche Sclave (wyst. Hamburg 1680)
- Alceste (wyst. Hamburg 1680)
- Semiramis (wyst. Hamburg 1681)
- Theseus (wyst. Hamburg 1681)
- Floretto (wyst. Hamburg 1683)
- Alceste (wyst. Lipsk 1693)
- Nero (wyst. Lipsk 1693)
- Syrinx (wyst. Lipsk 1694)
- Phocas (wyst. Lipsk 1696)
- Ixion (wyst. Lipsk 1697)
- Scipio und Hannibal (wyst. Lipsk 1697)
- Agrippina (wyst. Lipsk 1699)
- Erechtheus (wyst. Lipsk 1700)